# Історія арифметики

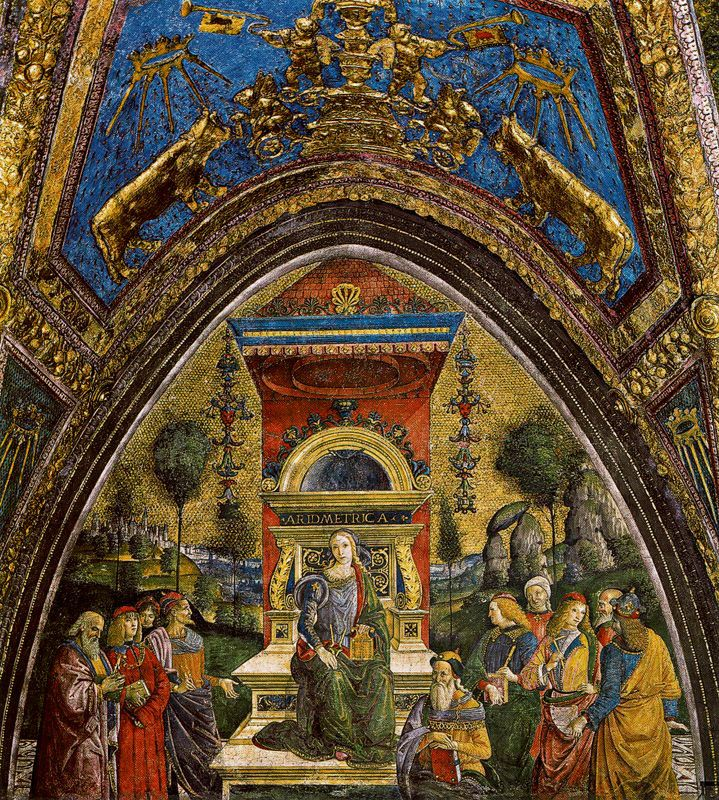
Арифметика. Розпис Пінтуріккіо. Апартаменти Борджіа. 1492—1495. Рим, Ватиканські палаци

Істо́рія арифме́тики охоплює період від виникнення рахування до формального означення чисел і арифметичних операцій над ними за допомогою системи аксіом. Арифметика — наука про числа, їх властивості і відношення — є однією з основних математичних наук. Вона тісно пов'язана з алгеброю і теорією чисел.
Причиною виникнення арифметики стала практична потреба в рахуванні, найпростіших вимірюваннях і обчисленнях. Перші достовірні відомості про арифметичні знання виявлені в історичних пам'ятках Вавилона і Стародавнього Єгипту, які відносяться до III—II тисячоліть до н. е. Великий внесок у розвиток арифметики зробили грецькі математики, зокрема піфагорійці, які намагались за допомогою чисел визначити закономірності світу. У Середні віки основними сферами застосування арифметики були торгівля і наближені обчислення. Арифметика розвивалась в першу чергу в Індії та ісламських країнах, і тільки згодом прийшла до Західної Європи. У XVII столітті мореплавна астрономія, механіка, складніші комерційні розрахунки поставили перед арифметикою нові питання стосовно техніки обчислень і дали поштовх до подальшого розвитку.
Теоретичні обґрунтування уявлення про число пов'язані в першу чергу з визначенням натурального числа і аксіомами Пеано, сформульованими у 1889 році. Згодом з'явились строгі визначення раціональних, дійсних, від'ємних і комплексних чисел. Подальше розширення поняття числа можливе лише за відмови від одного з арифметичних законів.

## Виникнення арифметики

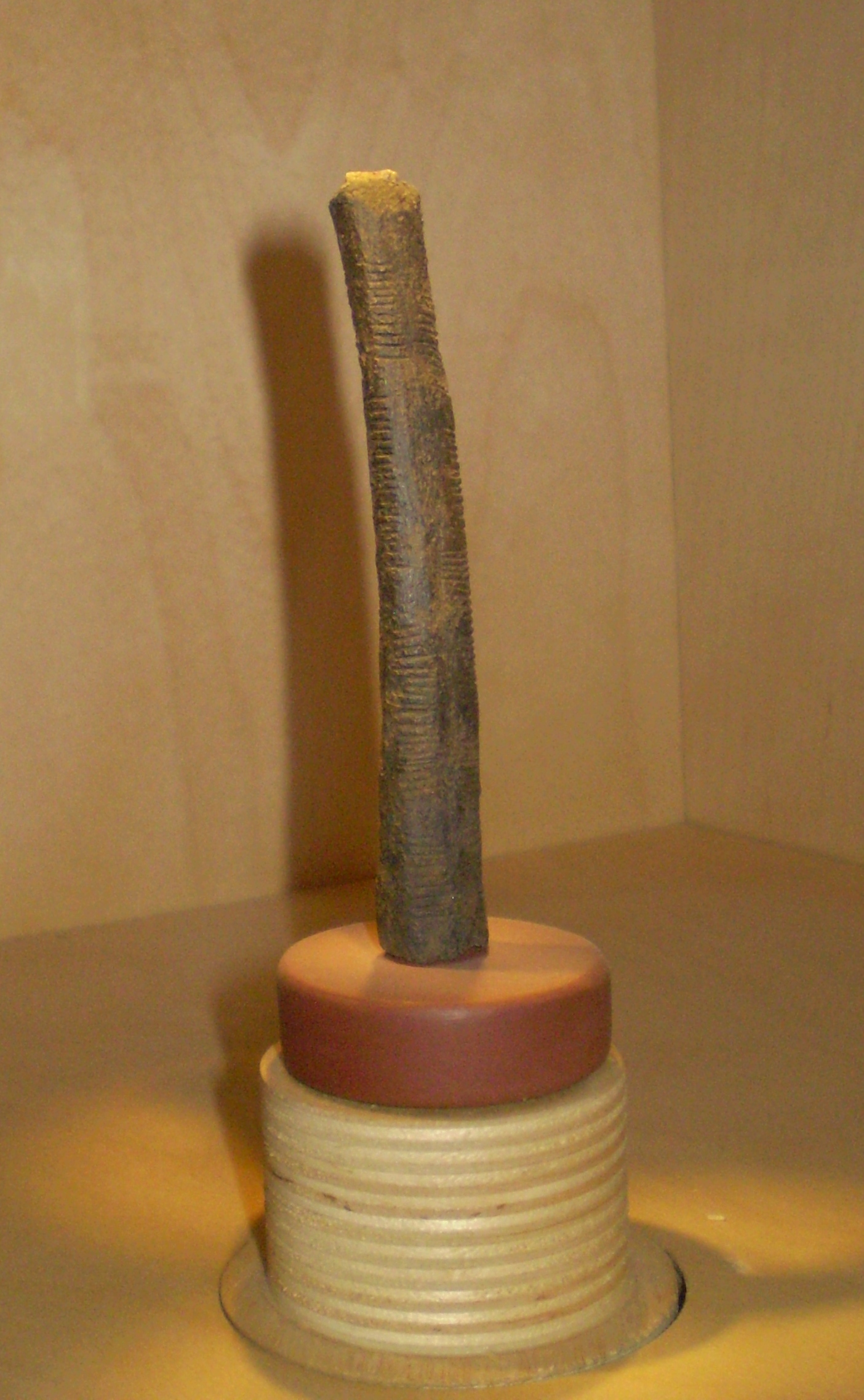
Зарубки на кістці Ішанго, що відображають рахування, знайдені біля озера Едвард і мають вік більше 30 тисяч років

Якщо у двох множинах (наборах предметів) кожен елемент одного набору має єдину пару у другому наборі, то ці множини рівні. Таке фактичне порівняння, коли предмети розкладались у два ряди, використовувалось ще первісними племенами при обміні. Воно дає можливість встановити кількісні співвідношення між групами об'єктів і не потребує поняття числа.
У подальшому з'явились природні еталони рахування, наприклад, пальці рук, а потім і множини-еталони, такі як руки. З появою еталонів, що символізують конкретні числа, і пов'язують виникнення поняття числа. При цьому число предметів порівнювали з Місяцем на небі, кількістю очей, кількістю пальців на руці. Пізніше численні еталони замінив один найзручніший, звичайно ним ставали пальці рук і/чи ніг.
Наступним кроком була поява загального поняття числа. Для праіндоєвропейської мови, в якій використовувалася десяткова система числення, вже реконструйовані назви числівників до ста включно. Лебег з цього приводу зауважив: «Можливо, якщо б люди мали одинадцять пальців, була б прийнята одинадцяткова система числення».
Для запису результатів рахування використовували зарубки на дереві чи кістках, вузлики на мотузках — штучні еталони лічення. Променева кістка молодого вовка з 55 зарубками була знайдена у 1937 році поблизу селища Дольні-Вестоніце (Чехія). Вік знахідки становить близько 5 тисяч років (за іншими даними близько 30 тисяч років), тривалий час вона була найдавнішим відомим записом числа.
При іменуванні чисел використовувались або нерозкладні найменування (такі числа отримали назву вузлові) або складені з вузлових найменувань — алгоритмічні. При цьому комбінування алгоритмічних чисел засноване на арифметичних операціях, що здійснюються над вузловими числами.
Нумерація, так само як і назва чисел, заснована на одному з трьох принципів:
- адитивному (additio — додавання) — знаки для {\displaystyle 1,10,100} і повторення цих знаків ({\displaystyle 1n,10n,100n});
- субтрактивному (subtractio — віднімання) — сполучення цифр {\displaystyle mn}, де {\displaystyle m<n}, рівнозначне різниці {\displaystyle n-m};
- мультиплікативному (multiplicatio — множення) — сполучення цифр {\displaystyle mn} рівнозначне добутку, використовується для назви десятків і сотень в індоєвропейських мовах.

Окрім згаданих вище, у низці джерел згадується також принцип, заснований на діленні.

## Стародавні математичні тексти і системи числення

### Стародавній Єгипет

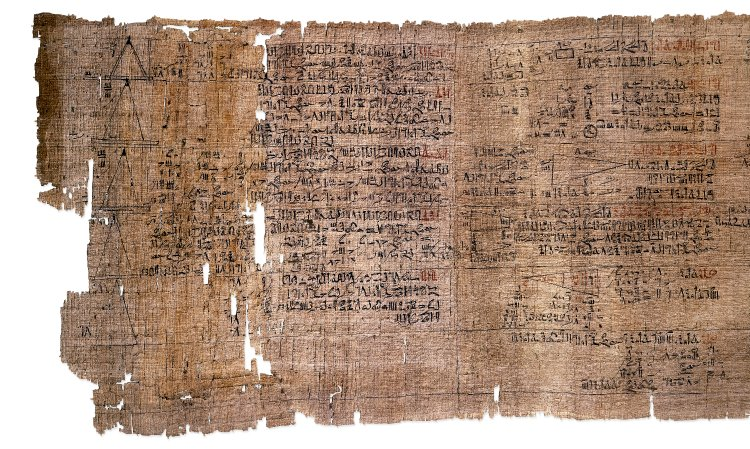
Частина папірусу Райнда

Основні відомості про єгипетську математику базуються на папірусі Ахмеса, що являє собою конспект єгипетського переписувача Ахмеса (XVIII—XVII століття до н. е.), а також Московському папірусі. Обидва папіруси належать до епохи Середнього царства. Інформації про математичні тексти Нового царства, а також Раннього і Стародавнього царств не збереглось. Математичні папіруси Стародавнього Єгипту були складені з навчальною метою, вони містять задачі з розв'зками, допоміжні таблиці та правила дій над цілими числами і дробами, зустрічаються арифметичні і геометричні прогресії, а також рівняння.
Єгиптяни користувались десятковою системою числення. Ієрогліфічна нумерація була адитивною зі спеціальними знаками для {\displaystyle 1,10,100,1000} і так далі до десяти мільйонів, в той же час у ієратичному письмі з'явились знаки для чисел від одного до дев'яти, для десятків, сотень і тисяч, а також спеціальні знаки для дробів вигляду {\displaystyle 1/n}, чи аліквотних дробів.
Єгипетські математичні тексти особливу увагу приділяли обчисленням і труднощам, що виникають при цьому і від яких багато в чому залежать методи розв'язку задач. Єгиптяни використовували такі арифметичні операції, як додавання, подвоєння і доповнення дробу до одиниці. Будь-яке множення на ціле число або ділення без залишку проводилось за допомогою багаторазового повторення операції подвоєння, що призводило до громіздких обчислень, в яких брали участь певні члени послідовності {\displaystyle 1,2,4,8,16,...}. В Єгипті застосовувались тільки аліквотні дроби, а всі інші розкладались на суму аліквотних. В папірусі Ахмеса наведені таблиці таких розкладань для дробів вигляду {\displaystyle 2/n}, інші обчислення з дробами проводились за допомогою операції подвоєння. При визначенні площі квадрата, об'єму куба чи знаходженні сторони квадрата за його площею єгиптяни стикалися з піднесенням у ступінь і добуванням кореня, хоча назв цих операцій ще не було.

### Вавилон

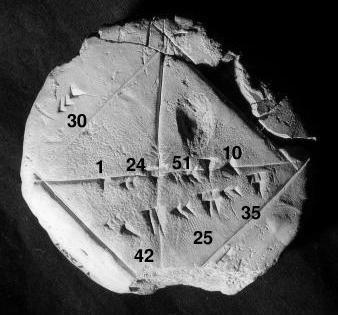
Вавилонська табличка з обчисленнями
1.41421296…

Вавилонські клинописні математичні тексти використовували шістидесяткову систему числення, характерну ще для шумерів, і являли собою навчальні посібники, які містили таблиці множення для чисел від {\displaystyle 1} до {\displaystyle 59}, а також таблиці обернених чисел, таблиці квадратів і кубів чисел натурального ряду, таблиці розрахунку процентів, дроби з основою {\displaystyle 60}. Відомо більше трьохсот табличок з текстами математичних задач і числовими таблицями. Для Вавилона характерне широке застосування таблиць.
У Вавилоні вперше з'являється послідовна позиційна нумерація. Перші п'ятдесят дев'ять чисел записувались з повторенням знаків одиниць і десятків потрібне число разів. Аналогічним чином записувались числа, кратні шістдесяти ліворуч від першого набору. Пізніше таке розташування поширилось на будь-які числа вигляду {\displaystyle 60^{n}} і {\displaystyle 1/60^{n}}. Крім того, вавилоняни ввели знак, що позначає нуль при записі числа.
Додавання і віднімання у Вавилоні було аналогічним даним діям в десятковій позиційній системі, з відмінністю в тому, що перехід в наступний розряд був необхідний як для основи системи, так і для одиниць і десятків. Через велику основу вавилоняни користувались не однією таблицею множення до {\displaystyle 59}, яка б містила велику кількість елементів, а багатьма таблицями добутків чисел від {\displaystyle 1} до {\displaystyle 59} на числа {\displaystyle 1,2,3,...,19,20,30,40,50}, які називались також «заголовними». Операції ділення у вавилонян не було, тому велика увага приділялась складенню таблиць обернених величин, тобто чисел, що утворюються при діленні {\displaystyle 60} на {\displaystyle 2,3,4,...}. У випадку ділення, що дає нескінченний дріб спочатку писалось, що оберненого числа немає, а пізніше почали давати наближене значення.
При розв'язанні арифметичних задач вавилоняни спирались на пропорції і прогресії. Вони знали формулу суми {\displaystyle n} членів арифметичної прогресії, правила для додавання підсумовування геометричної прогресії, вирішували задачі на проценти. У Вавилоні знали багато піфагорових трійок, а для їх пошуку, імовірно, користувались невідомим спільним прийомом. В цілому, задача знаходження цілих і раціональних розв'язків рівнянь {\displaystyle x^{2}+y^{2}=z^{2}} відноситься до теорії чисел. Геометричні задачі викликали необхідність наближеного видобуття квадратних коренів, яке вони виконували, використовуючи правило {\displaystyle {\sqrt {a^{2}+r}}\approx a+{\frac {r}{2a}}} та інтерпретаційні методи для подальшого наближення результату.

### Стародавня Греція

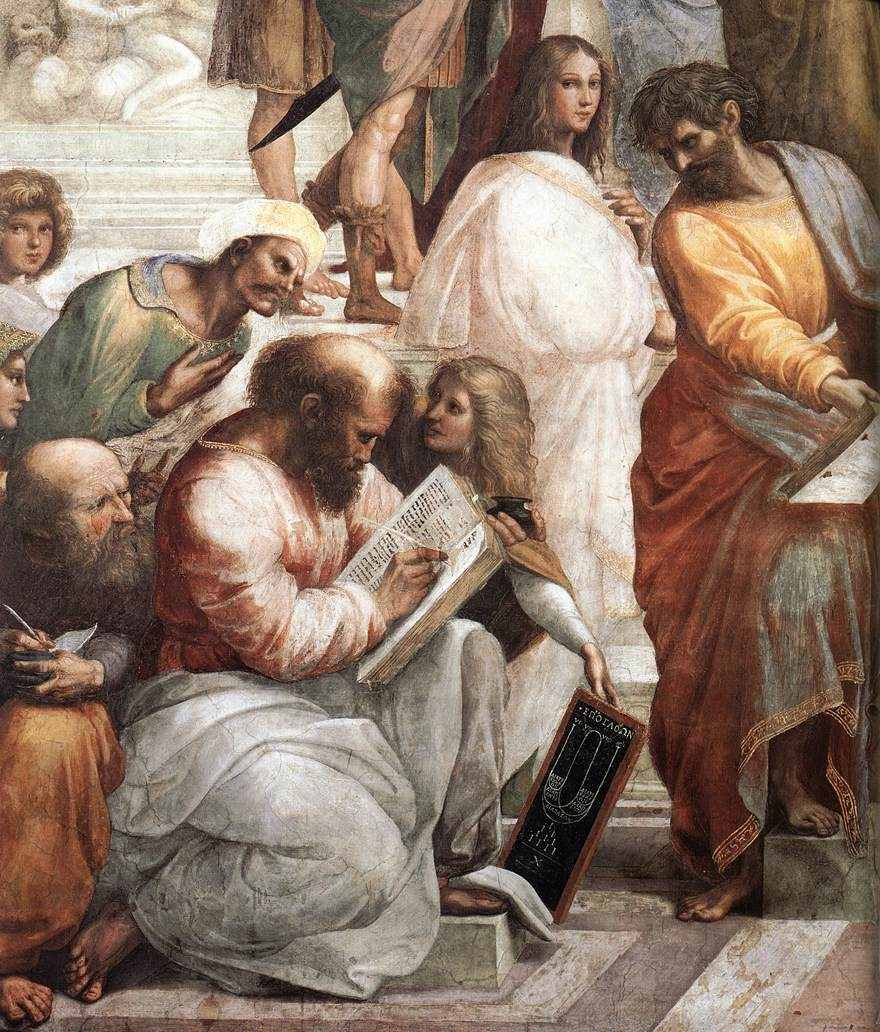
Рафаель Санті. Піфагор (деталь Афінської школи)

На самому початку греки користувались аттичною нумерацією, яка використовувала знаки для чисел {\displaystyle 1,5,10,50,100,500,1000}. Цю систему описав граматик і історик Геродіан у II столітті н. е. За допомогою аттичної нумерації записувались результати обчислень на лічильній дошці абак. З часом аттичну нумерацію змінила компактна літерна — іонічна. Іонічна нумерація використовувала 24 літери грецького алфавіту і три літери, що вийшли з обігу, для позначення одиниць від {\displaystyle 1} до {\displaystyle 9}, десятків від {\displaystyle 10} до {\displaystyle 90} і сотень від {\displaystyle 100} до {\displaystyle 900} (літери, що вийшли з обігу використовувались для позначення чисел {\displaystyle 6,90,900}). Щоб відрізнити числа від літер над ними ставили риску. Для запису числа {\displaystyle 1000} використовували той самий символ, що й для одиниці, але з рискою знизу ліворуч. Це нагадує позиційну систему, але остаточного переходу не відбулось. Вважається, що така система утруднювала складні обчислення, але у 1882 році французький історик математики Поль Таннері дійшов висновку, що за правильного підходу грецька система нумерації не сильно відрізняється від десяткової за швидкістю обрахунків.
Розвиток давньогрецької арифметики пов'язаний з піфагорійською школою. Піфагорійці спершу вважали, що співвідношення будь-яких двох відрізків можна виразити через співвідношення цілих чисел, тобто геометрія являла собою арифметику раціональних чисел. Використання аналогічних співвідношень в гармонії і музиці привело піфагорійців до висновку, що всі закономірності світу можна відобразити за допомогою чисел, а арифметика потрібна для того, щоб сформулювати співвідношення і побудувати модель світу. Зокрема піфагорієць Архіт писав: «Арифметика, на [мою] думку, серед інших наук вельми виділяється досконалістю знань; та й геометрії [вона більш досконала, оскільки] вона ясніше, ніж геометрія, розглядає будь-який [предмет].»
Піфагорійці розглядали тільки цілі додатні числа і вважали число зібранням одиниць. Одиниці були неділимі і розміщувались у вигляді правильних геометричних тіл. Для піфагорійців характерне визначення «фігурних чисел» («трикутних», «квадратних» та інших). Вивчаючи властивості чисел, вони розподілили їх на парні й непарні (як ознака подільності на два), прості й складені. Імовірно, саме піфагорійці за допомогою тільки ознаки подільності на два зуміли показати, що якщо {\displaystyle 1+2+...+2^{n}=p} — просте число, то {\displaystyle 2^{n}p} — досконале число. Доведення викладене у «Началах» Евкліда (IX, 36), лише у XVIII столітті Ейлер показав, що інших парних досконалих чисел не існує, а питання про нескінченність числа досконалих чисел до теперішнього часу не вирішене. Також піфагорійці вивели формулу і знайшли безліч цілих розв'язків рівняння {\displaystyle x^{2}+y^{2}=z^{2}}, так званих піфагорійських трійок (виведення першої формули визначення піфагорійських трійок приписують Платону, який приділяв велику увагу арифметиці, чи науці про числа).
Відомо, що у піфагорійців існувало вчення про раціональні числа, або відношення відрізків, але саме воно не збереглося. Разом з тим, їм належить доведення несумірності діагоналі і сторони одиничного квадрата. Дане відкриття означало, що відношень цілих чисел недостатньо для вираження відношень будь-яких відрізків і на цій основі неможливо будувати метричну геометрію. Перше вчення про ірраціональності належить Теєтету, учневі Сократа. Він визначив, що для квадрата, площа якого виражається цілим неквадратних числом, сторона є несумірною стороні одиничного квадрата, іншими слова визначив ірраціональності виду {\displaystyle {\sqrt {N}}}, аналогічним чином він визначив ірраціональність виду {\displaystyle {\sqrt[{3}]{N}}} для одиничного куба.
Загальна теорія подільності з'явилась у 399 році до н. е. і належить, вочевидь, також Теєтету. Евклід присвятив їй книгу VII і частину книги IX «Начал». В основі теорії лежить алгоритм Евкліда для знаходження спільного найбільшого дільника двох чисел. Наслідком алгоритму є можливість розкладання будь-якого числа на прості співмножники, а також єдиність такого розкладання. Закон однозначності розкладання на прості множники є основною арифметики простих чисел. Алгоритм Евкліда дозволяє визначити неповні окремі розкладання раціонального числа у неперервний дріб. Разом з тим, поняття неперервного дробу у Стародавній Греції не виникло.
За Евклідом для раціональних чисел, на відміну від цілих, завжди можливе ділення. В Греції вміли оперувати дробами вигляду {\displaystyle m/n}, додавати і віднімати їх за допомогою приведення до спільного знаменника, множити і ділити, а також скорочувати. У теоретичних побудовах греки виходили з неподільності одиниці і говорили не про долі одиниці, а про відношення цілих чисел. Для цих відношень було визначене поняття пропорційності, яке розбивало всі відношення на неперетинні класи. У Стародавній Греції для цього визначалась найменша пара з усіх, що мають однакове співвідношення, чи пара, в якій числа є взаємно простими, що відповідає поняттю нескоротного дробу.
Проблеми побудови скінченної міри та визначення дійсного числа виявили наукову кризу в V столітті до н. е., виходом з якої займалися всі філософські школи Стародавньої Греції. Показати всі труднощі, що виникають при вирішенні цих проблем, вдалося Зенону Елейському в його парадоксах, або апоріях. Нові основи математики запропонував Евдокс Кнідський. Він сформулював більш загальне, ніж число, поняття геометричної величини — наприклад, відрізка, площі, об'єму. Для однорідних величин Евдокс визначив за допомогою аксіом відношення порядку, а також ввів аксіому, відому як аксіома Архімеда. Такий підхід дозволив визначати довільні відношення величин, що вирішувало відомі тоді проблеми несумірності. Разом з тим, Евдокс не сформулював аналога аксіоми безперервності, через що питання сумірності залишилося не до кінця вирішеним. Евдокс також не визначав для величин арифметичні операції. Остаточно об'єднав поняття числа і величини (точніше, відношення величини до одиничного еталону) Ісаак Ньютон в «Універсальній арифметиці» (1707). Разом з тим, побудови Евдокса настільки близькі пізнішому визначенню дійсного числа, яке дав Дедекінд, що Ліпшиц запитував останнього в одному з листів про те, що він зробив нового.
Після завоювань Олександра Македонського центр грецької науки перемістився до Александрії. Основною працею того часу є «Начала» Евкліда, що складаються з тринадцяти книг. Книга V присвячена теорії відношень Евдокса, книга VI — зв'язку відношень з операцією множення відрізків, чи побудови паралелограмів, книги VII—IX — теорії цілих і раціональних чисел, що також розглядаються як відрізки, книга X — класифікації ірраціональностей за Теєтетом.

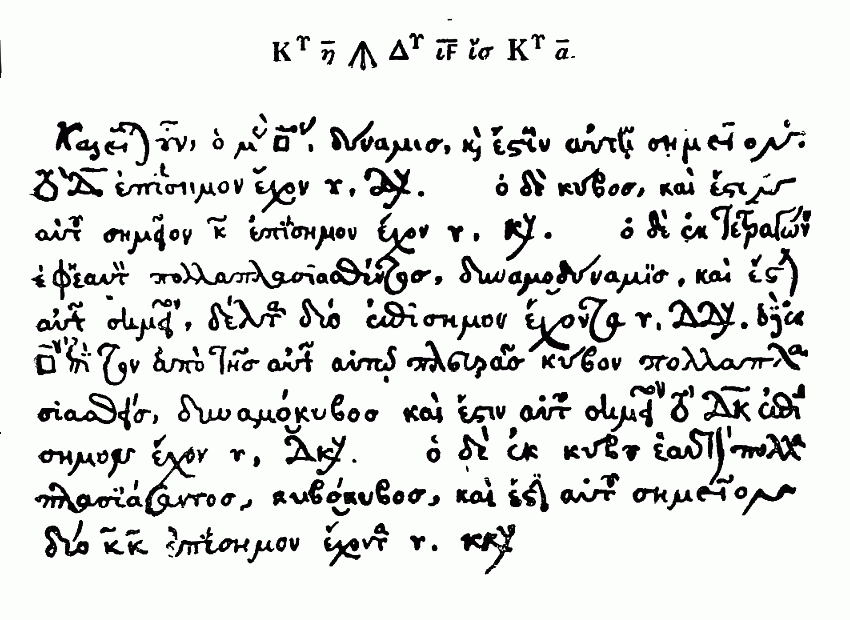
Аркуш з «Арифметики» Діофанта (рукопис XIV століття). У верхньому рядку записано рівняння:

В роботі Архімеда «Псамміт» був розроблений метод для вираження скільки завгодно великих чисел. Його конструкція дозволяє побудувати числа першого порядку (до {\displaystyle 10^{8}}), потім другого порядку (від {\displaystyle 10^{8}} до {\displaystyle 10^{8}\cdot 10^{8}}) і далі, при цьому вона може бути продовжена й далі. Архімед також показує, що число піщинок у сфері, діаметр якої менше, ніж у {\displaystyle 10000} разів більший за діаметр Землі, не перевищує {\displaystyle 10^{63}}, іншими словами є скінченним.
у подальшому давньогрецька арифметика, як і математика в цілому, занепала. Нові знання з'являються тільки у I—II століттях н. е. У III столітті Діофант розпочав побудову алгебри з опорою не на геометрію, а на арифметику. Діофант також розширив числову область на від'ємні числа. Роботи Діофанта за розв'язком невизначених рівнянь в раціональних числах стоять на стику теорії чисел і алгебраїчної геометрії.

### Стародавній Рим
Римська система нумерації була мало пристосована для обчислень. Римські числові знаки виникли до появи алфавіту і не походять від його літер. Вважається, що спочатку числа від 1 до 9 позначались відповідною кількістю вертикальних рисочок, а їх перекреслення вказувало на збільшення числа вдесятеро (звідси число X). Відповідно, щоб отримати 100 рисочку перекреслювали два рази. У подальшому відбулось спрощення системи.

### Китай

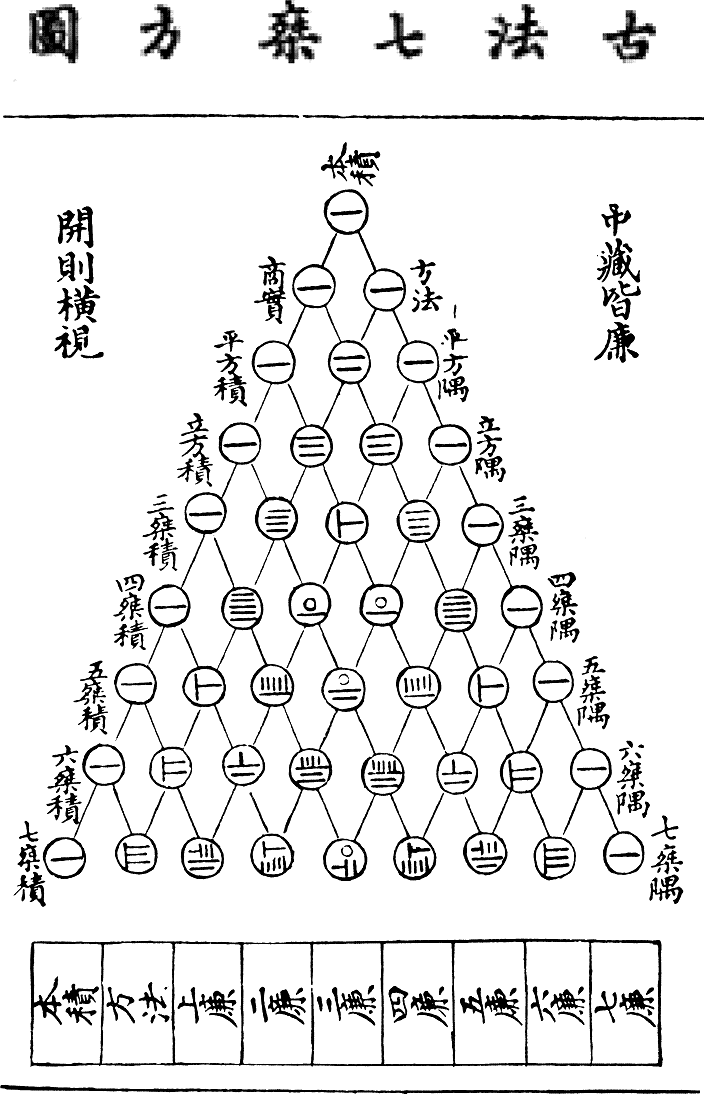
Трикутник Яна Хуея в китайському середньовічному манускрипті, 1303 рік

У II столітті н. е. були створені «Трактат про вимірювальну жердину» (з астрономії) і «Математика в дев'яти книгах» (книга для землемірів, інженерів, чиновників і торговців) — найбільш стародавні з математичних творів Китаю, що дійшли до теперішнього часу. Разом з ще низкою книг, написаних у III—IV століттях, вони складали «Десять класичних трактатів», які довгий час перевидавались без змін. До XIV століття математика Китаю являла собою набір обчислювальних алгоритмів для вирішування на лічильній дошці.
В основі китайської нумерації лежить мультиплікативний принцип: розряди записуються зверху вниз чи зліва направо, при цьому за числом тисяч йде знак тисячі, далі за числом сотень — знак сотні, за числом десятків — знак десятка, і в конці число одиниць. Для виконання арифметичних дій використовувалась лічильна дошка, попередник суаньпаня і лічильні палички. На лічильній дошці застосовувався позиційний запис. При цьому, за словами китайського математика III століття Сунь-Цзи, «в методах, які вживаються при звичайному рахуванні, перш за все [слід] познайомитись з розрядами: одиниці вертикальні, десятки горизонтальні; сотні стоять, тисячі лежать; тисячі і десятки виглядають однаково, десятки тисяч і сотні також».
Арифметичні операції додавання і віднімання, що виконувались на лічильній дошці, не вимагали додаткових таблиць, а для множення існувала таблиця від {\displaystyle 1\times 1} до {\displaystyle 9\times 9}. Дії множення і ділення виконувались починаючи зі старших розрядів, при цьому проміжні результати видалялись з дошки, що робило перевірку неможливою. Спершу множення і ділення були незалежними операціями, але потім Сунь-Цзи відзначив їх взаємну оберненість. Практично одночасно з цілими числами з'явились і дроби, причому вже до II століття до н. е. операції з дробами були добре розробленими. Для додавання і віднімання використовувався добуток знаменників, множення визначалось геометрично як площа прямокутника, ділення було пов'язане з задачею про поділ, при цьому число учасників поділу могло бути дробовим. У V ст. н. е. Чжан Цю-цзянь замінив ділення на дріб множенням на обернений дріб, при цьому дріб сприймався як пара чисел, чому сприяло застосування лічильної дошки. Вже у III ст. н. е. в Китаї з'являються десяткові дроби, за допомогою яких наводилось приблизне значення ірраціональних величин.
В Китаї вміли вирішувати задачі за допомогою правила двох хибних тез, яке європейці приписували індійцям. При постановці двох різних величин в лівій частині рівняння {\displaystyle ax-b=y} в правій отримуються два різних значення, з яких за допомогою пропорції можна було знайти розв'язок для {\displaystyle ax-b=0}. Китайці використовували варіант, коли в правій стороні наявний надлишок і недостача. Для вирішення систем лінійних рівнянь необхідно було введення від'ємних чисел. На дошці вони виділялись паличками іншого кольору, на письмі іншими чорнилами або косою смугою. Крім того, від'ємні числа мали особливу назву. Для них були сформульовані правила виконання операцій віднімання і додавання, причому віднімання було визначене в першу чергу. Спершу від'ємні числа використовувались тільки в процесі рахування і до кінця обрахунку видалялись з дошки, потім китайські вчені почали тлумачити їх як борг або недостачу.

## Арифметика у Середні віки
У Середні віки математика розвивається в першу чергу в ісламських країнах, Візантії та Індії і тільки потім приходить до Західної Європи. Однією з основних областей математики в цей час є комерційна арифметика, наближені обчислення і вчення про число.

### Індія
Позиційна система числення (десять цифр, включаючи нуль) була введена в Індії. Вона дозволяла розробити відносно прості правила виконання арифметичних операцій. Учені вважають, що в Індії позиційна система вперше з'явилась не пізніше початку нашої ери. Однак через те, що індійці використовували крихкі матеріали для письма, документальних пам'яток цього не збереглось. Достеменним документом, що використовує позиційну систему нумерації вважається Бакхшалійський рукопис (Bakhshali manuscript), який датується XII століттям.

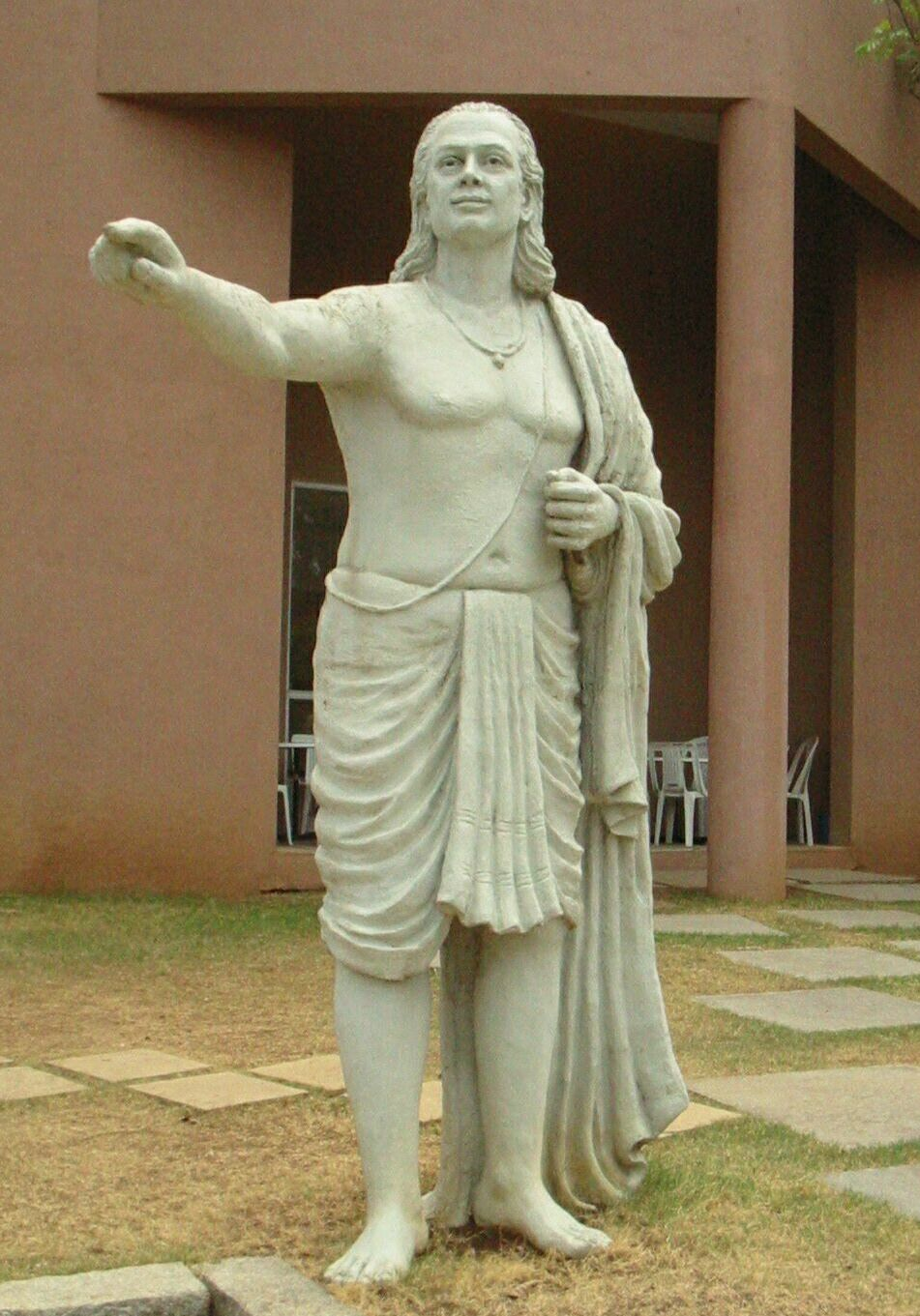
Статуя Аріабхати в центрі астрономії і астрофізики в Пуні

Для цілих чисел в Індії використовувалась десяткова система. Спочатку це були цифри «карошті», які писались справа наліво, а потім «брахмі», які писались зліва направо. обидва варіанти використовували адитивний принцип для чисел до 100 і мультиплікативний — далі. Однак в брахмі використовувались спеціальні знаки для чисел від 1 до 9. На основі цієї система були розроблені сучасні цифри «деванагарі» (чи божественне письмо), які почали застосовувались в десятковій позиційній системі. До 595 року належить перший запис числа, в якому застосовуються дев'ять цифр, нуля ще не було. Для зручності обчислень Аріабхата запропонував записувати цифри літерами санскриту. У 662 році християнський єпископ Сирії Север Себохт писав: «Я не стану торкатися науки індійців — їх системи числення, що перевершує всі описи. Я хочу лише сказати, що рахування виконується за допомогою дев'яти знаків».
Основними арифметичними діями в Індії вважались додавання, віднімання, множення, ділення піднесення до квадрату і кубу, добування квадратних і кубічних коренів, для яких були розроблені правила. Обчислення проводились на лічильній дошці з піском або пилом, чи просто на землі і записувались паличкою. Проміжні викладки витирались, через що перевірка за допомогою оберненої операції була неможлива, натомість використовувалась перевірка за допомогою дев'ятки. Індійці знали дроби і вміли здійснювати над ними операції, пропорції, прогресії. Вже з VII століття н. е. вони користувались від'ємними числами, які інтерпретували як борг, а також ірраціональними числами. Вони займались сумуванням числових рядів, зокрема приклади арифметичних і геометричних прогресій містяться у «Ведах», а в XVI столітті Нарайана Пандит виконав більш загальні підсумовування.
Індійські математики Аріабахта, Брахмагупта і Бхаскара розв'язували диофанові рівняння вигляду {\displaystyle ax+b=cy} в цілих числах. Крім того, вони розв'язували в цілих числах рівняння вигляду {\displaystyle ax^{2}+b=y^{2}}, що було найбільшим досягненням індійських математиків в області теорії чисел. пізніше це рівняння і його окремий випадок при {\displaystyle b=1} привернули увагу Ферма, Ейлера, Лагранжа. Запропонований Лагранжем метод знаходження розв'язку був близький до індійського.

### Ісламські країни
У IX—X століттях науковим ісламським центом був Багдад, в якому працювали аль-Хорезмі, аль-Марвазі, аль-Фаргані, Сабіт ібн Корра, Ібрагім ібн Сінан, аль-Баттані. Пізніше виникли наукові центри в Бухарі, Хорезмі і Каїрі, в яких працювали Ібн Сіна, аль-Біруні і Абу Каміл аль-Місрі, а потім в Ісфахані і Меразі, де працювали Омар Хаям і Насир ад-Дін ат-Тусі. У XV столітті науковий центр був утворений в Самарканді, в ньому працював Гіяс ад-Дін аль-Каши. Математичні центри північно-західного узбережжя Африки і Піренейського півострова відіграли велику роль у розповсюдженні знань в Європу.

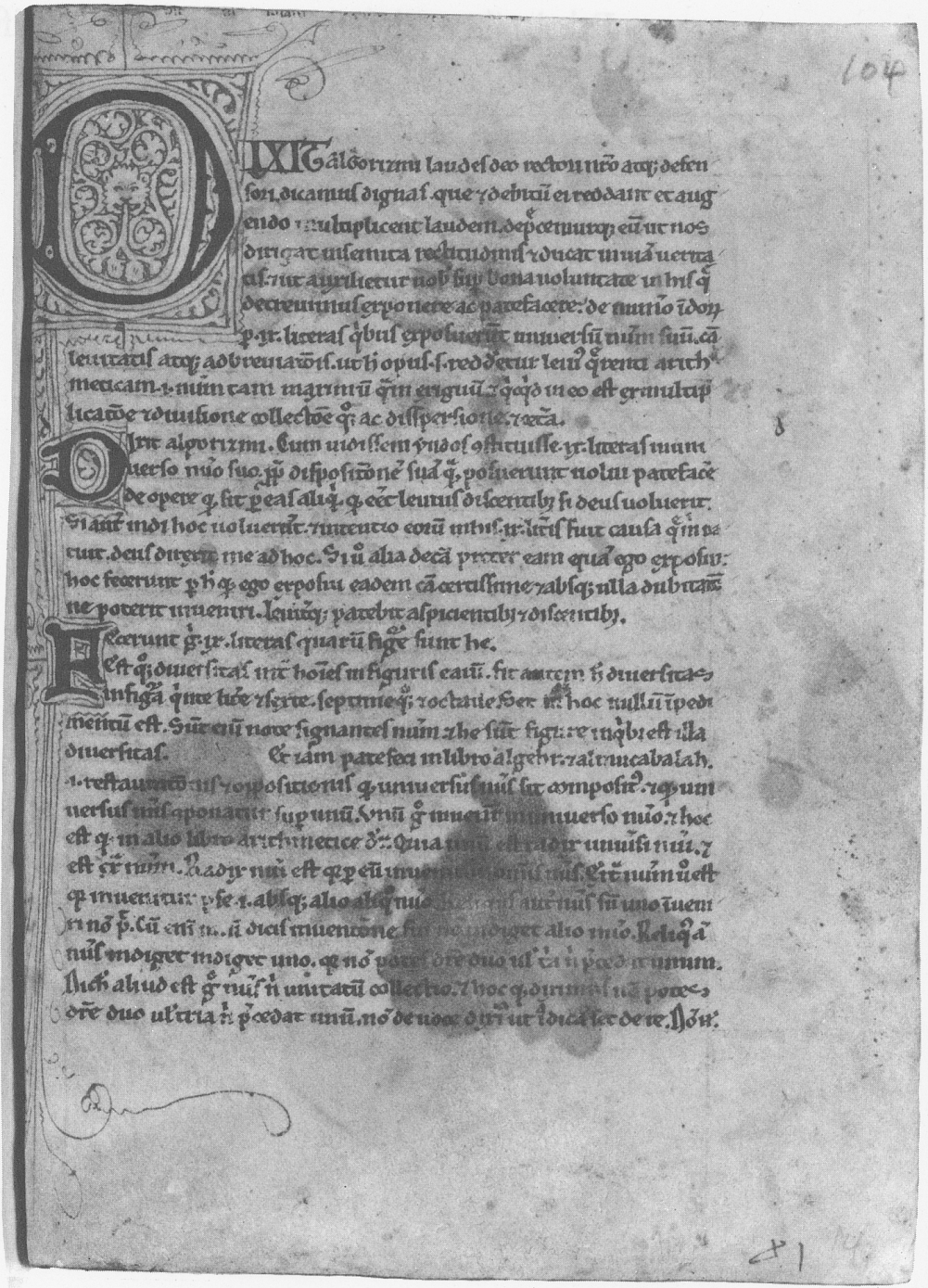
Сторінка латинського перекладу книги «Про індійський рахунок»

У арабів було два типи нумерації: літерна і десяткова позиційна. Літерна нумерація, хоча й схожа на давньогрецьку, походить від давньосемітського алфавіту. На початку IX століття Мухаммед ібн-Муса аль-Хорезмі написав книгу «Про індійський рахунок». Підручник місив розв'язання різноманітних практичних задач і був першою книгою, написаною з використанням позиційної системи числення. Цифри використовувались для обчислень на лічильній дошці. У XII столітті Аделард (Англія) і Іоанн Севельський (Іспанія) зробили два переклади книги латинською мовою. Її оригінал не зберігся, але у 1857 році під назвою «Алхорезмі про індійський рахунок» був виданий знайдений латинський переклад. В трактаті описується виконання за допомогою індійських цифр на лічильній дошці таких арифметичних дій, як додавання, віднімання, подвоєння, множення, роздвоєння, ділення і добування квадратного кореня. Множення дробів, як і ділення, розглядались за допомогою пропорцій: {\displaystyle a} помножити на {\displaystyle b} було рівнозначним пошуку такого {\displaystyle q}, при якому {\displaystyle q:a=b:1}. Ця теорія складала основу арабської арифметики. Однак при цьому існував й інший обрахунок дробів, за яким будь-який дріб представлявся у вигляді суми аліквотних дробів.
У 952—953 роках Абу-л-Хасан Ахмад аль-Уклідісі у своїй «Книзі розділів про індійську арифметику» використав десяткові дроби при діленні непарних чисел навпіл і деяких інших обчисленнях, однак книга не справила впливу на подальший розвиток. На початку XV століття аль-Каши мав намір побудувати систему дробів, в якій всі операції проводяться як з цілими числами і яка була б доступна тим, хто не знає «рахунку астрономів». У 1427 році аль-Каши описав систему десяткових дробів, яка поширилась в Європі після творів Стевіна у 1585 році. Таким чином аль-каші сформулював основні правила дій з десятковими дробами, формули їх переведення у шістидесяткові і навпаки.
В роботах аль-Хорезмі зустрічається прийом добування квадратного кореня; добуванням кубічних коренів займався Кушьяр ібн Лаббан; загальним розробленням прийомів обчислення коренів займався Омар Хаям. Перший опис добування коренів будь-якого ступеня з цілого числа зустрічається в книзі ат-Тусі «Збірка з арифметики за допомогою дошки і пилу» (1265). Схема по суті збігається зі схемою Горнера, запропонованою у XIX столітті, коли дробова частина кореня {\displaystyle {\sqrt[{n}]{a^{n}+r}}} знаходиться наближено у вигляді {\displaystyle {\frac {r}{(a+1)^{n}-a^{n}}}}. Крім того, ат-Тусі наводить таблицю біномінальних коефіцієнтів у формі, аналогічній трикутнику Паскаля. Велику увагу в арабських країнах приділяли ірраціональним і наближеним обчисленням. Аль-Хорезмі виконував прості операції з радикалами, які видавались простішими, ніж несумірні відрізки, які використовували у Стародавній Греції. Теорія пропорцій була піддана критичному аналізу. Зокрема, Омар Хаям у 1077 році в «Трактаті про тлумачення темних положень у Евкліда»  говорив, що давньогрецьке визначення не відображає справжньої суті пропорцій. Хаям дав нове визначення пропорції, ввів відношення «більше» і «менше», узагальнив поняття додатного дійсного числа. Від'ємні числа не мали популярності у арабських математиків.
Для розв'язку задач араби користувались потрійним правилом, що прийшло з Індій і було описане поряд з низкою інших прийомів в «Книзі про індійські рашики» аль-Бируні, правилом двох хибних тверджень, що прийшло з Китаю і було теоретично обґрунтоване у «Книзі про правило подвійного хибного твердження» Куста ібн Лукка.
Успіхи ісламської науки в теорії чисел менш значні. Вони вміли розв'язувати рівняння першого і другого ступеня в цілих числах, знали правила побудови піфагорських трійок, а також вперше сформулювали твердження, що рівняння {\displaystyle x^{3}+y^{3}=z^{3}} у загальному вигляді нерозв'язне у раціональних числах, що є окремим випадком великої теореми Ферма. Наведене доведення цього твердження не збереглось.

### Візантія
У Візантії наука впродовж тривалого часу була під забороною. Першим візантійським християнським математиком був Анфемій, що жив у VI столітті. Візантійська арифметика перебувала під впливом творів арабських і давньогрецьких математиків. Михайлу Пселлу, що жив у XI столітті, належить твір з арифметики, в якому розглядаються класифікації чисел і відношень; також наводяться назви ступенів, при цьому {\displaystyle x^{5}} називається «першим невиразним», а {\displaystyle x^{7}} — «другим невиразним», що свідчить про те, що Пселл знав і використовував мультиплікативну систему, в якій показники ступенів виражаються добутком, а не додаванням, як було раніше. Максиму Плануду, що жив у XIII столітті, належать коментарі до «Арифметики» Діофанта, а також «Арифметика за зразком індійців». Іоанн Педіасим, що жив у XIV столітті, написав декілька творів з арифметики, де висвітлив її складні питання, а Ісаак Аргір, що жив у тому ж столітті, дав коментарі до перших шести книг «Начал» Евкліда і побудував таблицю квадратних коренів для чисел до 102 з використанням шістидесяткових дробів.

### Америка

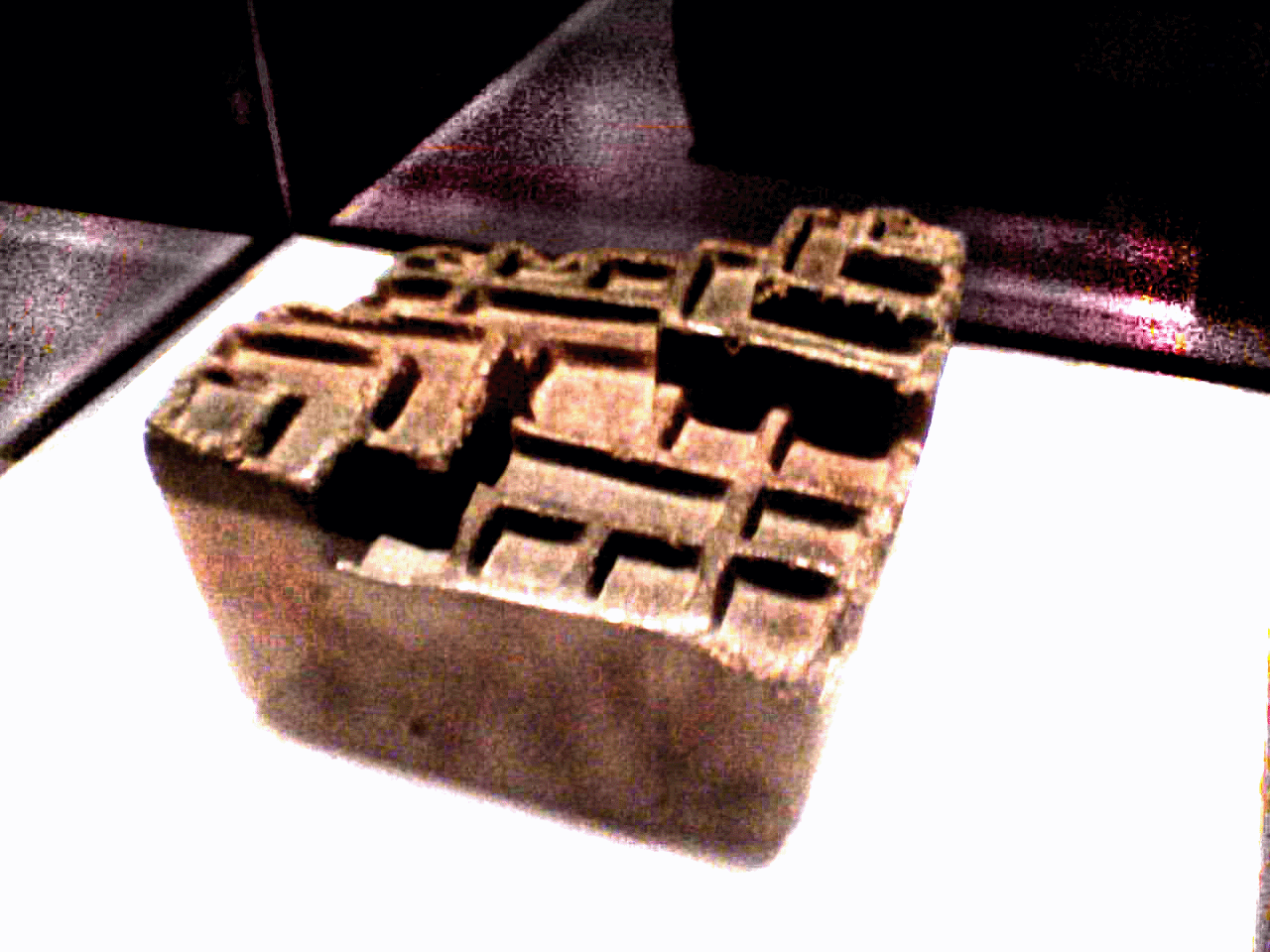
Для арифметичних розрахунків використовувалася юпана

В Центральній Америці в основному використовувалась двадцяткова система числення. Жерці мая з Юкатану створили її штучно і використовували для календарних розрахунків. Другий розряд в ній був неповний і доходив тільки до {\displaystyle 19}. Як додаткова основа використовувалось число {\displaystyle 5}. Календар мая являв собою позиційну систему, де на кожній позиції розташовувалось божество з певною кількістю знаків. На письмі божеств не зображали, а для позначення порожнього розряду використовували символ у вигляді відкритої мушлі, або ока. У Південній Америці для запису використовувалась вузлова нумерація, чи кіпу.
Арифметичні розрахунки проводились за допомогою юпани, яка являє собою аналог абака, але у зв'язку з особливостями системи числення арифметика, не пов'язана з астрономічними розрахунками, набула слабкого розвитку.

### Західна Європа
За доби раннього феодалізму в Західній Європі потреби в науці не виходили за межі питань практичної арифметики і геометрії. Книги містили початкові відомості про сім вільних мистецтв, з арифметикою включно. Найпопулярнішими були твори Боеція датовані VI століттям, який серед іншого переклав на латину «Арифметику» Нікомаха з власними числовими параметрами і частину «Начал» Евкліда без строгих доведень.
Через Іспанію і Сицилію у X столітті почали виникати наукові зв'язки з арабським світом. В цей час Каталонію відвідав учений монах Герберт, що пізніше став папою Сильвестром II. Йому приписуються такі твори як «Книжка про ділення чисел» і «Правила рахування на абаку». В обох книгах числа пишуться словами чи римськими цифрами. Герберт називав обчислювачів на абаку «абацистами».

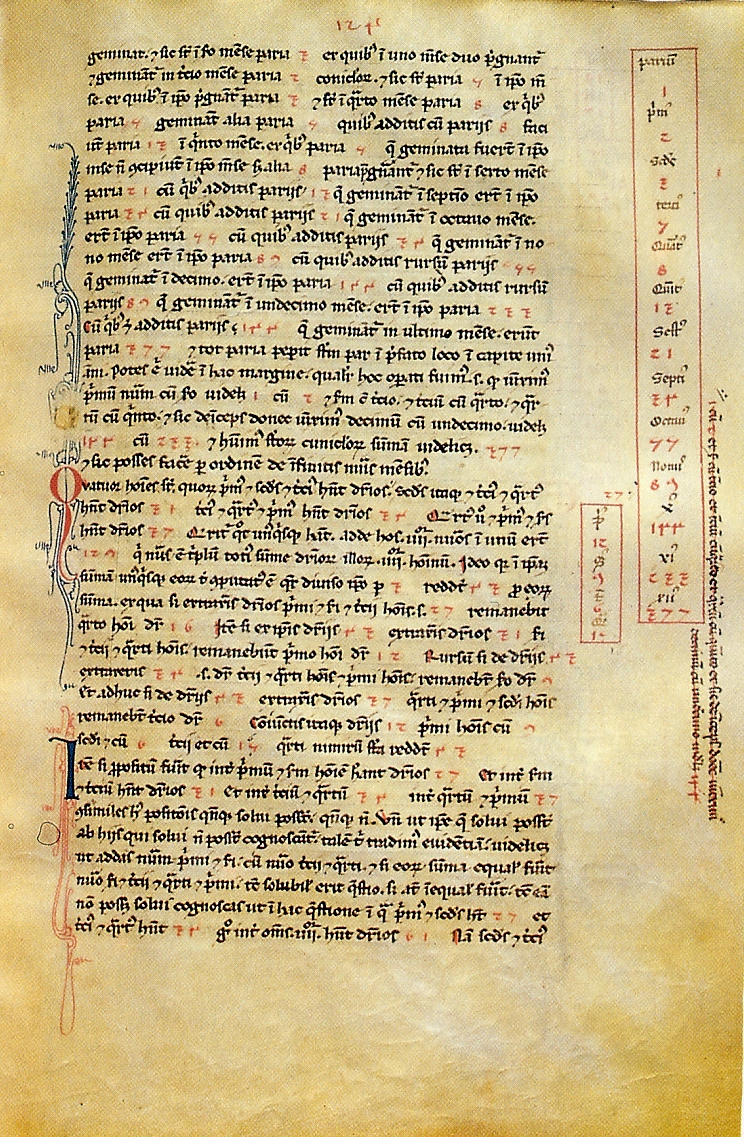
Сторінка з «Книги абака» Фібоначчі

У XII—XIII століттях в Європі з'явились латинські переклади арабських книг з арифметики. Основні переклади були зроблені з арабської на території Піренейського півострова в Толедоза сприяння архієпископа Раймонда I, а також в Барселоні і Сеговії. Прихильники наведеної в книгах десяткової позиційної нумерації почали називатися «алгористами» за іменем арабського математика аль-Хорезмі в латинській формі. Поступово нова система узяла верх. Її основною перевагою виявилось спрощення арифметичних операцій. Разом з тим, в Німеччині, Франції та Англії нові цифри не застосовували до кінця XV століття.
Далі перекладів пішов Леонардо Пізанський (Фібоначчі), що жив у XIII столітті. У своїй основні праці «Книга абака», написаній у 1202 році, він виступив прихильником індійської системи нумерації і вважав прийоми абацистів відхиленням від вірного шляху. П'ять розділів книги присвячені арифметиці цілих чисел. Фібоначчі використав нуль як справжнє число, виконував перевірку за допомогою дев'ятки, знав ознаки подільності на 2,3,5,9, зводив дроби до спільного знаменника за допомогою найменшого спільного кратного знаменників, викладав потрійне правило, правила п'яти, семи, дев'яти величин та інші правила пропорцій, розв'язував задачі на змішування, оперував підсумовуванням рядів, включно з одним зі зворотних рядів, або рядом Фібоначчі, роз'яснював способи наближеного обчислення квадратних і кубічних коренів. В «Книзі абака» наводяться разом з доведеннями різноманітні методи і задачі, які широко використовувались у творах пізніх математиків.
Викладачу Оксфордського університету магістру Томасу Брадвардіну (початок XIV століття), який потім став архієпископом Кентерберійським, належить книга «Теоретична арифметика», яка є скороченим варіантом «Арифметики» Боеція. Крім того, цей мислитель в своїх роботах з механіки використав половинне відношення, на основі якого французький математик Микола Орезм розвинув вчення про дробові показники ступенів у своєму трактаті «Алгоризм відношень», а також наблизився до поняття ірраціонального показника, яке можна помістити між достатньо близькими цілими і дробовими, і здійснив узагальнення зведення у ступінь на додатні дробові показники. Роботи Орема були надруковані тільки у XIX столітті.

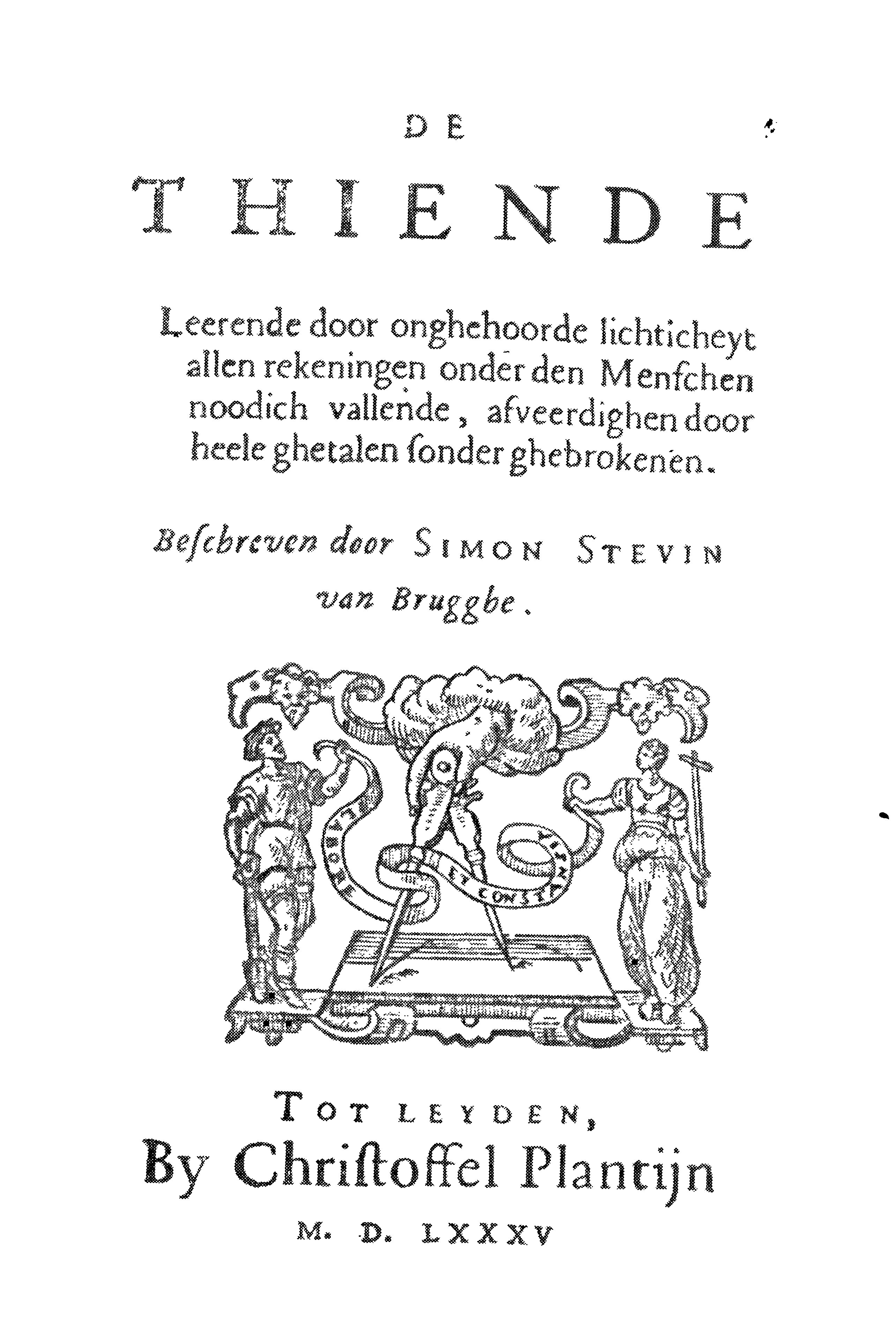
Титульна сторінка фламандського видання «Десятої»

У 1484 році вийшов в світ рукопис французького бакалавра медицини Нікола Шюке «Наука про числа у трьох частинах», в якій він, зокрема, зіставляє добуток членів арифметичної прогресії і суму членів геометричної прогресії, випереджаючи логарифми, пропонує число вважати коренем першого ступеня з самого себе, а також використовує від'ємні і нульовий показник ступеня. У 1487 році Пачолі написав свою «Суму [знань] з арифметики, геометрії, відношень і пропорційності». В книзі, виданій у Венеції у 1494 році, Пачолі виклав різні прийоми арифметичних дій, користуючись при цьому алгебричними символами. Додавання Пачолі позначав знаком {\displaystyle {\tilde {p}}}, а віднімання — {\displaystyle {\tilde {m}}}. Крім того, він використовував для числа вираз «менше нуля» і сформулював правило, за яким змінюються знаки при множенні чисел.
В роботі Кардано «Велике мистецтво» у XVI столітті було введене поняття уявних (чи софістичних) величин. Хоча сам Кардано вважав їх непотрібними, вони були використані Рафаелем Бомбеллі для розв'язання кубічних рівнянь, Бомбеллі також ввів правила множення уявних і дійсних чисел. У тому ж столітті в Європі поширюються десяткові дроби. Вони з'являються в роботах Франсуа Вієта, Іммануїла Бонфіса, Сімона Стевіна. У 1585 році у книзі Десята останній агітував за повсюдне використання десяткових дробів. У тому ж році, в роботі «Арифметика» він навів принципово нове визначення ірраціонального числа — «за допомогло чого виражається кількість будь-якої речі». Стевін вважав ірраціональні і частково від'ємні числа такими самими справжніми як і дроби, а також вважав ділимо одиницю.
Штифель у своїй «Повній арифметиці» вводить визначення і алгоритм ділення відношення на відношення, він також наводить геометричне тлумачення від'ємних чисел («нижче, ніж нічого») і проводить аналогію між введенням від'ємних та ірраціональних чисел. У 1569 році французький професор П'єр Раме, якому за наказом короля було заборонено критикувати Арістотеля, написав «Курс математики у тридцять одній книзі», в якому намагався подати математиці нове обґрунтування, засноване не на геометрії, а на арифметиці.

## Арифметика Нового часу

### Десяткова арифметика і розширення поняття числа
Значної зміни зазнало поняття числа. Якщо раніше до області чисел відносили тільки додатні раціональні числа, то починаючи з XVI століття все більше визнавались ірраціональні й від'ємні числа. В «Геометрії» Декарта 1637 року встановлюється зв'язок між арифметикою і геометричними побудовами з використанням пропорцій, тобто, число розуміється у тому значенні, що й у Евкліда, а арифметичні операції рівнозначні пошуку відрізка з потрібним відношенням до вже заданих. Відношення будь-якого відрізка до одиничного у даному випадку є еквівалентом дійсного числа, при цьому міркування залишались істинними як для сумірних, так і для несумірних відрізків, останні сам Декарт називав «глухими числами» (nombres sourds). Ньютон у своїх лекціях поділяє числа на три види: цілі (вимірюються одиницею), дробові (кратні долі одиниці) та ірраціональні (несумірні з одиницею). З 1710 року таке визначення числа міцно входить до всіх підручників.

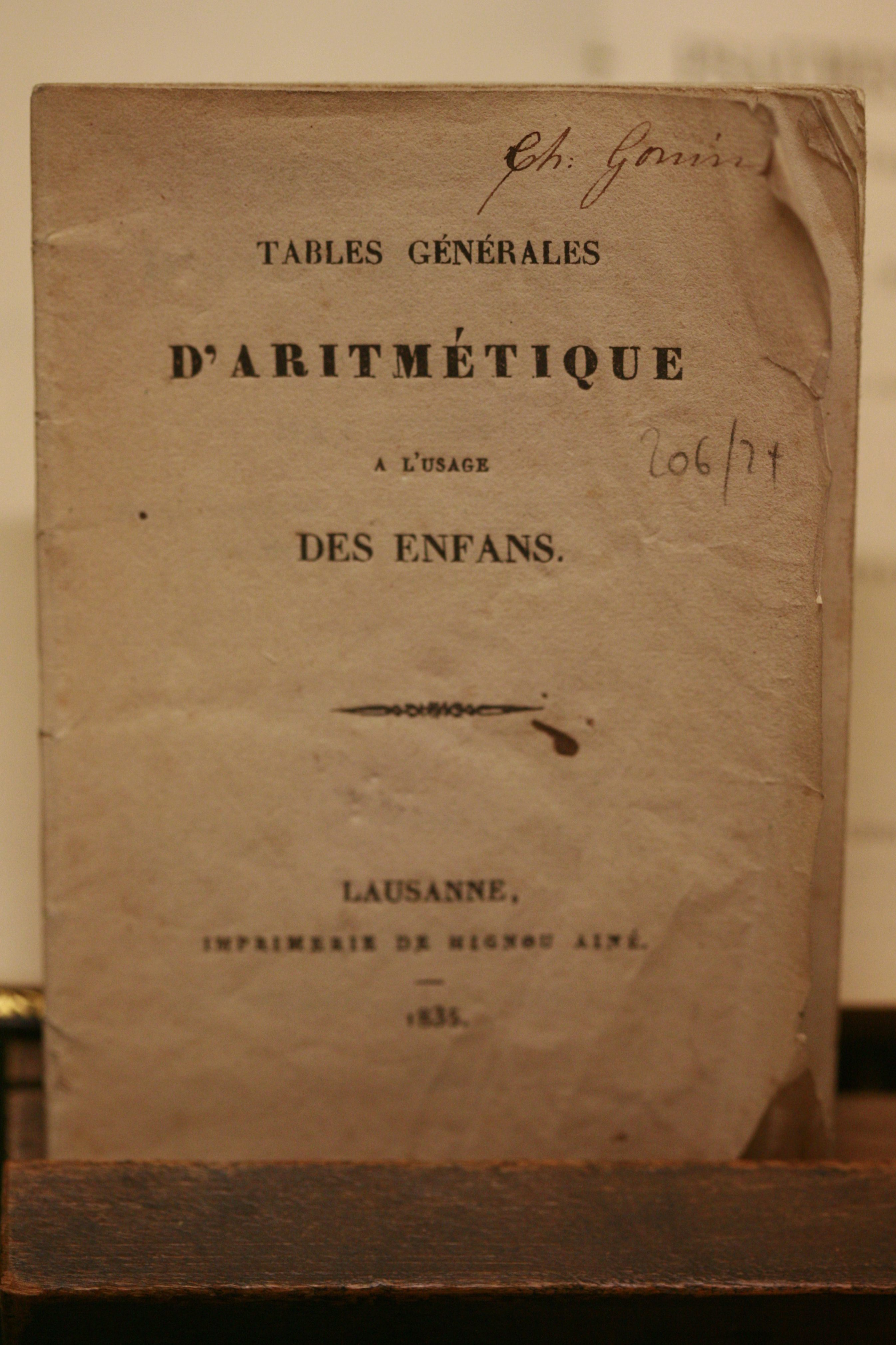
Арифметичні таблиці. 1835

Періодичні дроби з'явились ще в роботі «Десяткове рахування» (Logistica decimalis) І. Г. Бейєра у 1603 році. Роботу над ними продовжив Валліс в «Трактаті з алгебри» у 1685 році, де він визначив, що для нескоротного дробу {\displaystyle p/q} число цифр періоду менше чи дорівнює {\displaystyle q-1}. Валліс, крім того, показав скінченність дробу зі знаменником вигляду {\displaystyle 2^{m}5^{n}}, він також знав, що неможливо ірраціональні числа виразити періодичними дробами.
На початку XVII століття Непер винайшов логарифми. Застосування логарифмів і десяткових дробів, включення до арифметики поняття ірраціонального числа як послідовності наближень розширило область застосування арифметики до кінця XVII століття і визначило фундаментальне значення науки для вивчення неперервних величин.
У XVIII столітті отримали продовження роботи з десятковими дробами, зокрема з нескінченними і періодичними десятковими дробами. Той факт, що будь-який періодичний дріб є раціональним числом, а також, що будь-який нескоротний дріб, що містить у знаменнику відмінні від двох і п'яти прості дільники, розкладається у періодичний дріб довів у середині XVIII століття Ламберт. У роботі Гауса «Арифметичні дослідження» за допомогою теорії степеневих лишків наведені найглибші властивості періодичних дробів. Разом з тим, підручники того часу десяткових дробів торкаються мимохідь або зовсім обходять увагою. Неперервними дробами займався Ейлер, який вперше навів прийоми перетворення нескінченних дробів у нескінченні ряди, а потім присвятив їм цілий розділ в першому томі свого «Введення в аналіз нескінченних» у 1748 році. Ейлеру належить доведення того, що будь-яке раціональне число може бути представлене у вигляді скінченного неперервного дробу, а також, що періодичний дріб з одиницями у числівниках є коренем квадратного рівняння. Обернене було доведене Лагранжем у 1768 році. У XVIII столітті у Ейлера і його учнів арифметика набуває сучасних форм.
Жирар і Декарт геометрично інтерпретували геометричні числа протилежного спрямованими відрізками. Незважаючи на те, що вже Декарт рахував від'ємні корені рівнянь, поряд з додатними, дійсними коренями (на противагу уявним), деякі властивості від'ємних чисел довгий час залишались неясними. 1 вересня 1742 року Ейлер у листі Миколаю I Бернуллі вперше висловив твердження, що корені будь-якого алгебричного рівняння мають вигляд {\displaystyle a+b{\sqrt {-1}}}. У 1747 році у «Роздумах про загальну причину векторів» Даламбер показав, що {\displaystyle (a+b{\sqrt {-1}})^{g+h{\sqrt {-1}}}=A+B{\sqrt {-1}}}. У «Дослідженні про уявні корені» Ейлер, тим не менш, визначає уявне число як таке, яке «не більше нуля, не менше нуля, не рівне нулю», а є «чимось неможливим». При цьому він доводить теорему, що будь-яке уявне число утворене сумою дійсного числа {\displaystyle M} і добутку дійсного числа {\displaystyle N} на {\displaystyle {\sqrt {-1}}}. Задача розв'язувалась для окремих функцій, коло операцій над уявними числами не було окреслене. Крім того, були проблеми з геометричним тлумаченням уявних чисел. Першу спробу зробив Валліс, який вважав дійсні числа відрізками, перпендикулярними дійсним, потім була робота Генріха Кюна у 1753 році, в якій він вважав уявним числом сторону квадрата з від'ємною площею. Розвинути визначення Вілліса спромоглись Вессель і Арган тільки на межі XVIII—XIX століть.

### Створення і розвиток теорії чисел
У 30-х роках XVII століття Ферма виділив теорію чисел як окрему область арифметики, якої на його думку лише трохи торкалися Евклід, і, можливо, Діофант. Він сформулював ряд тверджень без доведення, зокрема, малу і велику теореми Ферма. Ферма не написав ніякої спеціальної праці з теорії чисел, його пропозиції збереглись лише у формі листування, а також у вигляді зауважень до «Арифметики» Діофанта.
Тільки через 70 років роботи Ферма привернули увагу Ейлера, який займався теорією чисел декілька десятиліть. Їй присвячено чотири з половиною томи 30-томної математичної серії Ейлера. Ейлер займався узагальненням малої теореми Ферма, а також доведенням великої теореми Ферма для випадку {\displaystyle n=3}. Ейлер першим почав застосовувати для задач теорії чисел апарат інших розділів математики, в першу чергу математичного аналізу. Він сформулював метод твірних функцій, тотожність Ейлера, а також задачі, пов'язані з додаванням простих чисел.
Вважається, що саме після робіт Ейлера теорія чисел стала окремою наукою.

### Проблеми обґрунтування арифметики

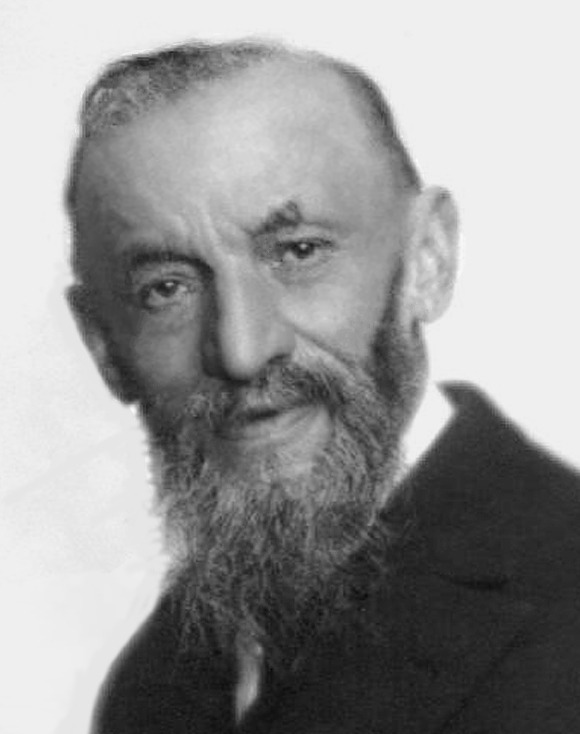
Джузеппе Пеано

З роботами Бояї та Лобачевського з неевклідової геометрії пов'язаний процес критичного перегляду основ математики, що відбувся у XIX столітті. Ще у XVIII столітті почались спроби дати теоретичне обґрунтування уявленням про число. Спершу це стосувалось лише арифметики натуральних чисел, для якої застосовувались різні аксіоми і визначення, часто надмірні і недостатні одночасно, багато в чому запозичені з «Начал» Евкліда. Так само йшли справи з основними законами арифметики: комутативний і асоціативний закони для множення і додавання згадувались доволі часто, дистрибутивний закон відносно додавання для множення — рідше, а всі п'ять законів — вкрай нечасто. Лейбніц першим поставив задачу дедуктивної побудови арифметики, і зокрема показав необхідність доведення рівності «два плюс два дорівнює чотири» у своїх «Нових дослідах про людський розум» у 1705 році. Намагаючись вирішити це питання свої аксіоми подали Вольф у 1770 році, Шульц у 1790 році, Ом у 1822 році, Грассман у 1861 році і, нарешті, Пеано в 1889 році.
Складність виділення основних положень арифметики пов'язана з простотою її початкових тверджень. Тільки в середині XIX століття Грассман обрав систему основних аксіом, що визначають додавання і віднімання. Система дозволяла вивести решту положень арифметики як логічний висновок з аксіом. На основі аксіом були доведені комутативний, асоціативний і дистрибутивний закони додавання і множення, виведене поняття дробу як пари цілих чисел з окресленими законами порівняння і дій. Робота Грассмана була продовжена Пеано. Були й подальші спроби наблизитись до повного теоретичного обґрунтування арифметики натуральних чисел, зокрема роботи Гільберта, поки у 1932 році Гедель не довів теорему про неповноту.
Аналогічним чином, були спроби дати теоретичне обґрунтування раціональним дробам, для яких виокремлювалось дві концепції: рівні долі одиниці або відношення двох однорідних величин. Для раціональних дробів було необхідно довести вірність рівностей {\displaystyle {\frac {am}{bm}}={\frac {a}{b}}} і {\displaystyle {\frac {a:m}{b:m}}={\frac {a}{b}}} ({\displaystyle m} — натуральне число), які використовувались при додаванні, відніманні і скороченні дробів. Рівність була тривіальною в теорії відношень, але зовсім не очевидною у незалежній від неї концепції. Разом з тим, її просто вважали вірною. Арифметика дробів була обґрунтована Ж. Таннері у 1894 році, в його моделі дроби подавалися парами цілих чисел.
У 1758 році у «Перших основах арифметики, геометрії, плоскої і сферичної тригонометрії і перспективи» Кестнер виступив за обґрунтування всіх арифметичних понять через ціле число. Таким чином, він визначив, в порядку як наведено в книзі, натуральні числа, дроби, від'ємні числа, десяткові дроби, ірраціональні числа, і тільки потім теорію відношень. Операції над ірраціональними числами почали досліджувати спираючись на їх наближення раціональними дробами. При цьому існування ірраціональних чисел приймалось заздалегідь, а вони самі трактувались як границя послідовності раціональних чисел. Для ірраціональних чисел використовували визначення Ньютона як відношення несумірних величин (подібне визначення наводив й Ейлер). І тільки у другій половині XIX століття з'являються строгі теорії дійсного числа, сформульовані Мере, Кантором, Дедекіндом і Веєрштрассом.
у формуванні теорії від'ємних чисел основну проблему складало твердження, що від'ємне число менше нуля, тобто менше ніж нічого. Строге визначення від'ємних чисел було відсутнє, при цьому були спроби сформулювати правила знаків («мінус на плюс дає мінус» і «мінус на мінус дає плюс»). Французький математик Карно у 1813 році писав: «Метафізика правила знаків при її більш глибокому вивченні виявляє, мабуть, більші труднощі, ніж метафізика нескінченно малих кількостей; це правило ніколи не було доведене сповна задовільним чином і, очевидно, воно навіть не може бути доведене достатньо задовільно». Перші спроби сформулювати теорію від'ємних чисел було зроблені в середині XIX століття і належать Гамільтону і Грассману.
Повне геометричне тлумачення комплексних чисел було запропоноване Каспаром Весселем в «Досліді про аналітичне представлення напрямку і його застосуваннях, переважно до розв'язання плоских і сферичних багатокутників» у 1799 році. Вессель хотів працювати з напрямленими відрізками на площині за допомогою алгебричних операцій, але для дійсних чисел вони дозволяли лише змінити напрям на протилежний, а не задавати довільний напрям. Вессель використовував основні одиниці {\displaystyle +1}, {\displaystyle -1}, {\displaystyle +\epsilon }, {\displaystyle -\epsilon } і використовуючи правила множення, зробив висновок, що {\displaystyle \epsilon ={\sqrt {-1}}}. Роботи Весселя залишались непоміченими близько 100 років. За цей час своє тлумачення уявних чисел представили Жан Робер Арган у 1813—1814 роках, Шайсс у 1831 році в «Теорії біквадратичних лишків», а також Гамільтон у 1832 році, який побудував арифметичну теорію, розглядаючи комплексні числа як пари дійсних.
Вессель намагався узагальнити теорію на тривимірний простір, але це йому не вдалось. Питання залишалось відкритим до того часу, коли Гамільтон не побудував теорію кватерніонів, при множенні яких не виконується комутативний закон. При цьому дослідження Веєрштрасса, Фробеніуса і Пірса показали, що відмовитись від якого-небудь з арифметичних законів доведеться при будь-якому розширенні поняття числа за межі комплексних чисел.